# ナミアゲハ
ナミアゲハ（並揚羽、学名：Papilio xuthus）は、アゲハチョウ属に分類されるチョウの1種。日本では人家の周辺でよく見られるなじみ深いチョウである。
単にアゲハ、またはアゲハチョウとも呼ばれるが、これらの呼び名は他のアゲハチョウ亜科のチョウとの混称や総称として使われることも多い。小学校および中学校の理科では、本種は「アゲハ」としている。

## 形態・生態
成虫の前翅長は4 - 6cmほどで、春に発生する個体（春型）は夏に発生する個体（夏型）よりも小さい。翅は黒地に黄白色の斑紋や線が多数入る。さらに後翅には水色や橙色の斑紋もあり、尾状突起の内側には橙色の円形の斑点がある。この橙色の斑点は目玉模様（眼状紋）としての役割をもち、鳥などから頭を守る役割があると考えられている。外見はキアゲハによく似ているが、ナミアゲハは翅の根もとまで黄白色の線が入り、全体的に黒い部分が太い。
ナミアゲハのオスメスは腹部先端の形で区別できるが、外見からはあまり判らない。ただしメスは産卵のためにミカン科植物に集まるので、それらの植物の周囲を飛び回っている個体はメスの確率が高い。
地域にもよるが、成虫が見られるのは3 - 10月くらいまでで、その間に2 - 5回発生する。人家の周辺や草原、農耕地、伐採地など、日当たりの良い場所を速く羽ばたいてひらひらと飛び、さまざまな花から吸蜜したり、水たまりや湿地、海岸に飛来して吸水したりという姿が見かけられる。冬は蛹で越冬する。

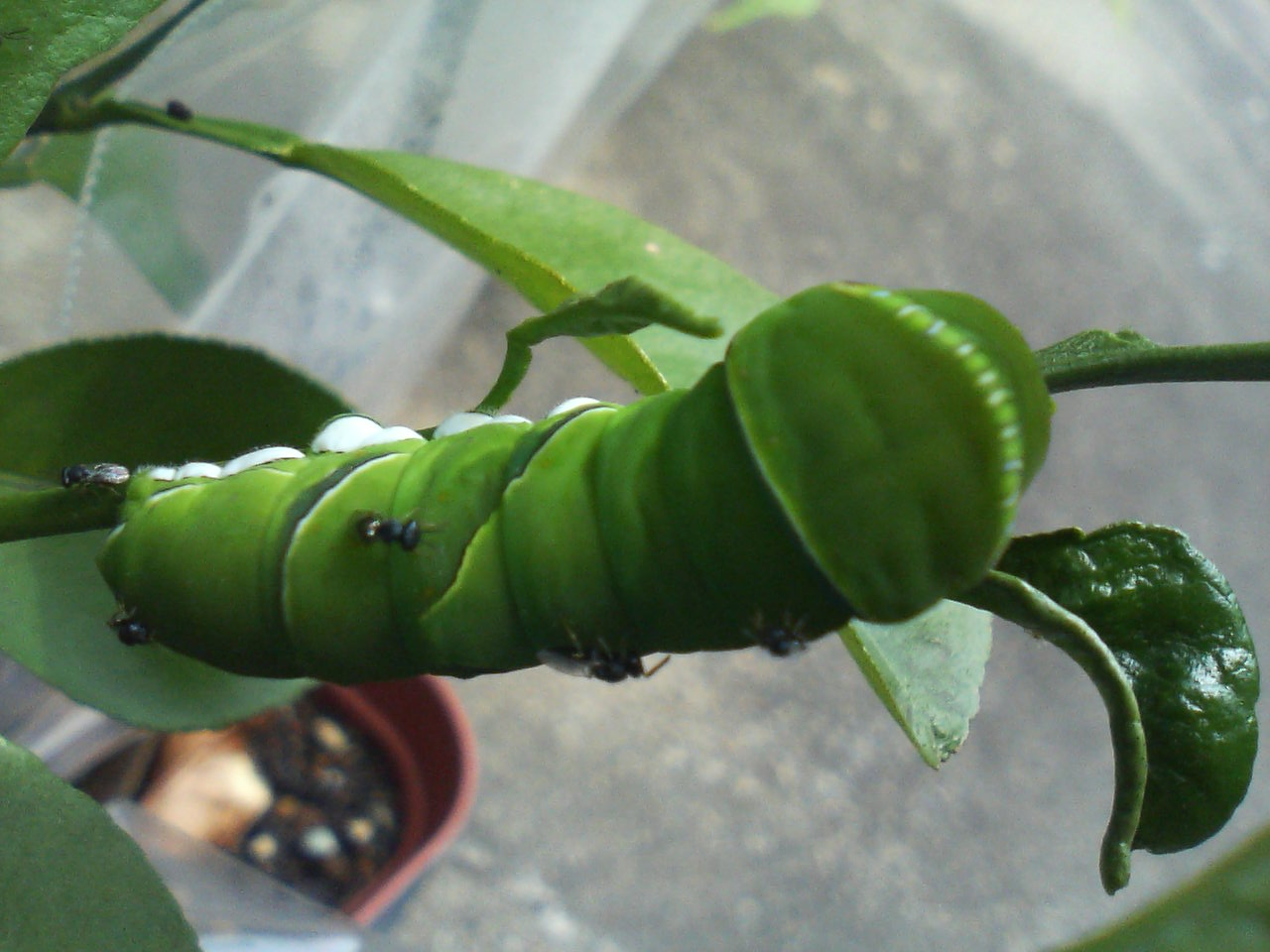
アオムシコバチにたかられる幼虫

天敵は鳥類、スズメバチ、アシナガバチ、カマキリ、トンボ、クモなどである。また、卵に寄生して中身を食べてしまうアゲハタマゴバチ Trichogramma papilionis や、幼虫に産卵して体の組織を食い尽くし、蛹に穴を開けて出てくるアゲハヒメバチ Trogus mactator などの捕食寄生バチも知られている。

## 分布
日本では北海道から南西諸島まで全国に分布し、日本以外にも台湾、中国、朝鮮半島、沿海地方まで分布する。また、ハワイ諸島で帰化し、柑橘類の害虫ともなっている。ハワイでは唯一のアゲハチョウである。

## 生活環
ナミアゲハをはじめとするアゲハチョウ属 Papilio の多くは、ミカン科植物を幼虫の食草としている。交尾が終わったメスの成虫はミカン、カラタチ、サンショウなどのミカン科植物にやってきて、羽ばたきながら新芽に止まって腹部を曲げ、葉の上に一粒ずつ産卵する。卵は直径1mmほどの球形をしている。最初は黄白色をしているが、中で発生が進むと黒ずんでくる。
孵化した一齢幼虫は黒褐色で体表に多くの突起があり、ケムシのような形をしている。孵化した幼虫は一休みした後に自分が入っていた卵の殻を食べ、その後に食草を食べ始める。
一齢幼虫が脱皮して二齢幼虫になると、毛が少なくなりイモムシ形となる。また、黒褐色の地に白色の帯模様が入る独特の体色に変化する。目立つ体色のようだが、これは鳥の糞に似せた保護色で、敵の目をあざむいていると考えられる。以後四齢幼虫まではこの体色のままで成長する。なお、天敵に対抗するため、幼虫は頭部と胸部の間に悪臭を放つ黄色の臭角（肉角とも言う）をもち、刺激を受けると臭角を突き出す。
4回目の脱皮をすると体長5cmほどの五齢幼虫となるが、これが終齢幼虫である。五齢幼虫は今までの鳥の糞模様から緑色のイモムシへ変わり、胸部に黒と白の目玉模様ができ、小さな緑色のヘビのような風貌となる。五齢幼虫になると一気に成長し大きくなる。
充分成長した五齢幼虫は蛹になるための場所を探して歩き回る。さらに蛹になるために、緑色で水分を含んだフンをする。これは、蛹になるために、体内の余計な水分を放出するためである。適当な場所を見つけるとその面に糸の塊を吐き、向きを変えてそこに尾部をくっつける。そして頭部を反らせながら胸部を固定する糸の帯を吐き、体を固定し前蛹となる。前蛹の状態で一昼夜過ごした後に脱皮して蛹となる。
蛹の期間は暖かい時期にはおよそ1週間ほどだが、越冬する時は数か月ほど蛹のままで過ごす。蛹の体内では組織の再構成が起こり、成虫になるための準備が進む。成虫の体ができると、蛹が黒ずんで成虫の模様が透けて見えるようになる。
晴れた日の朝方に、蛹の頭部と胸部の間が割れ、成虫がはい出てくる。成虫は縮んだ翅に体液を送って伸ばし、体が固まると飛び立つ。

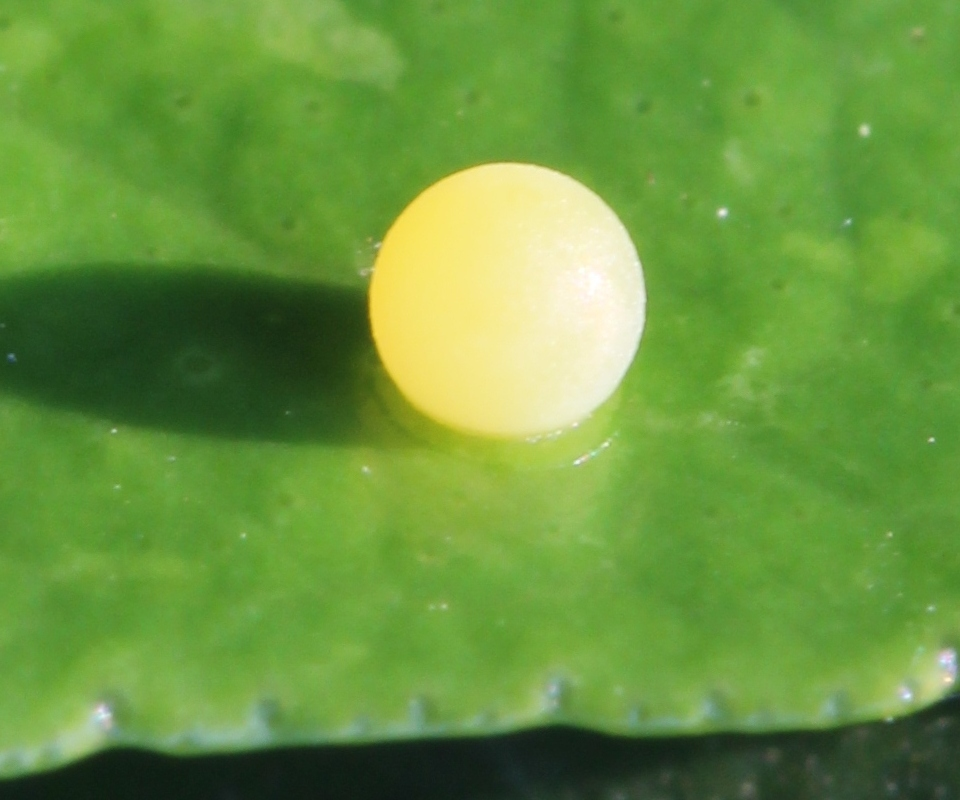
卵
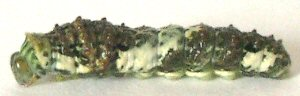
若齢幼虫
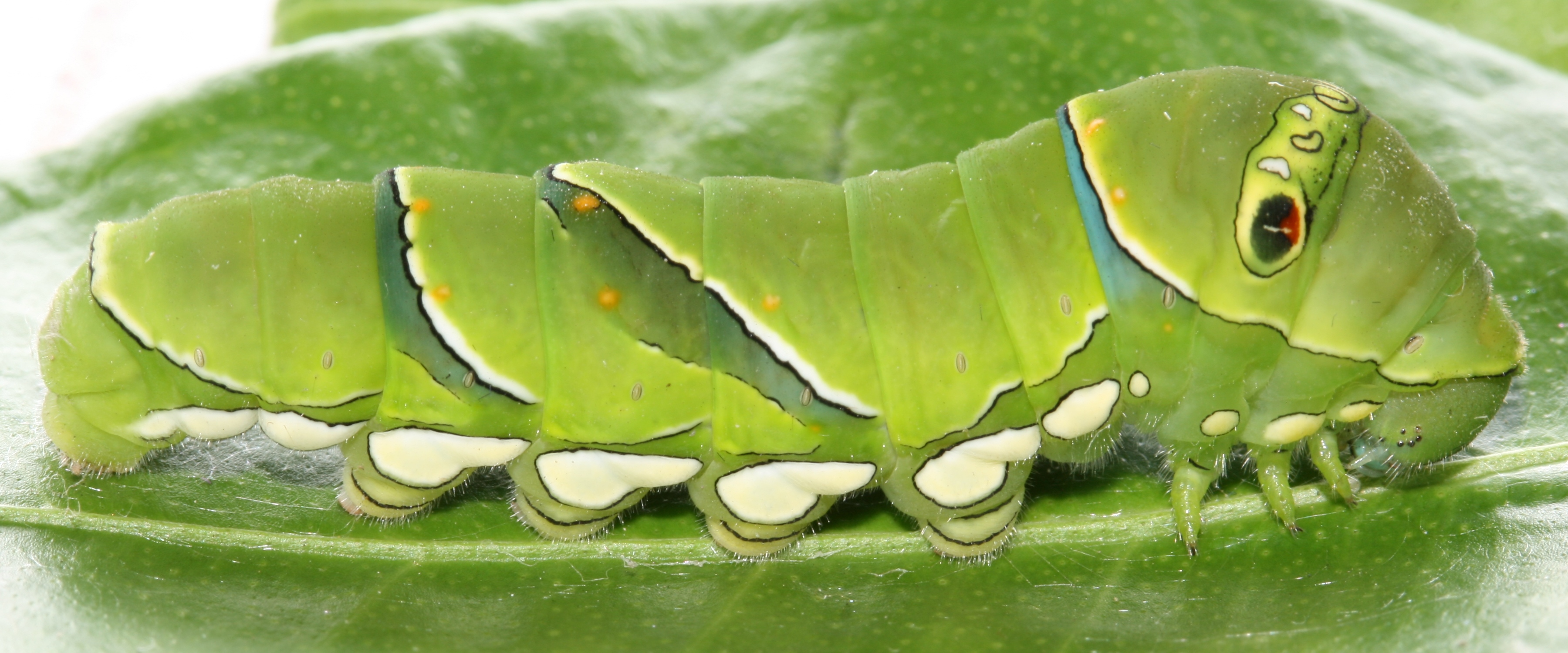
ミカンの葉に留まる終齢幼虫
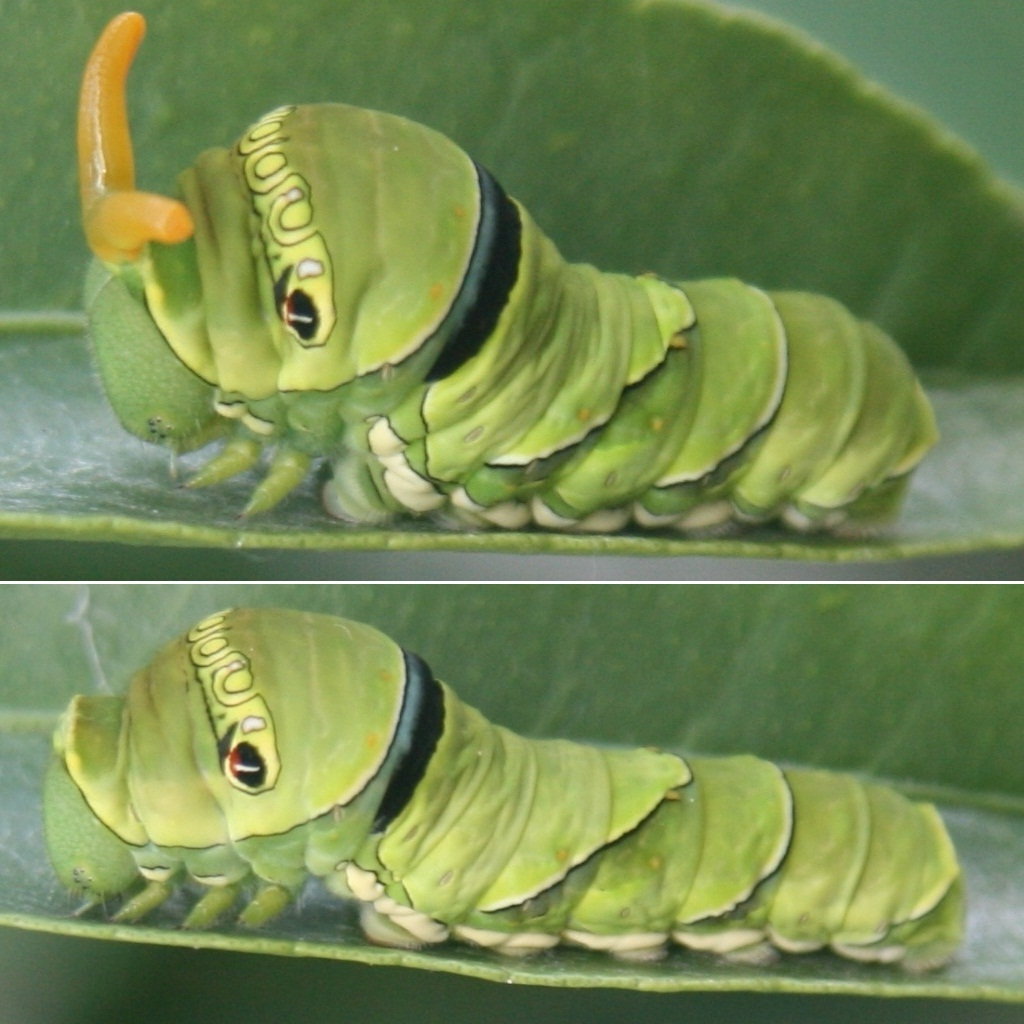
臭角を伸ばす終齢幼虫
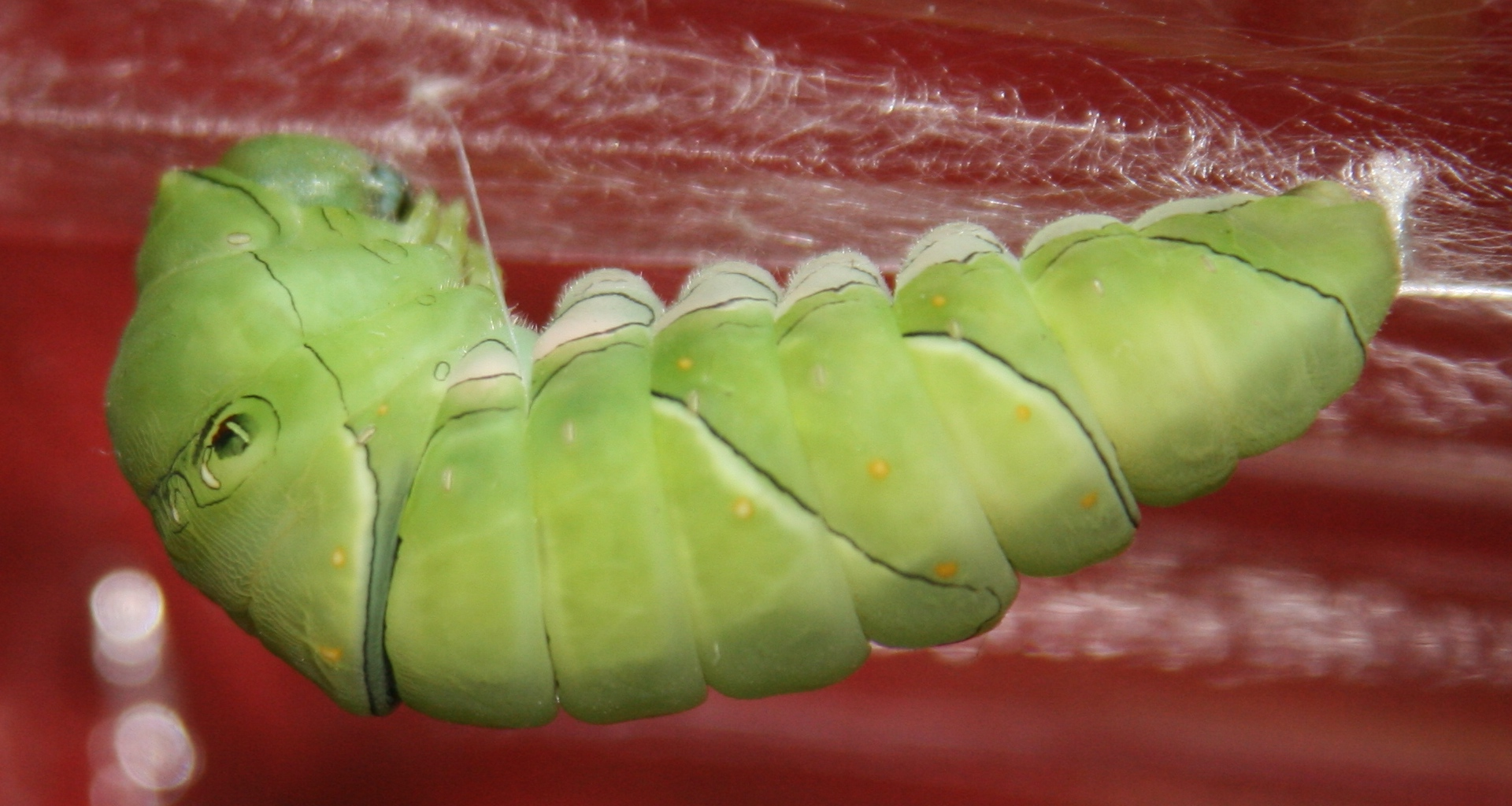
糸を張り蛹になり始める
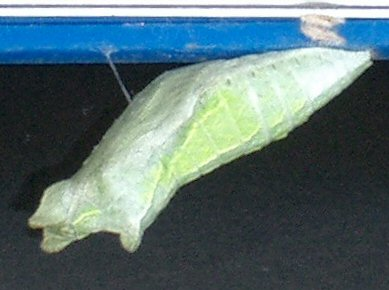
蛹
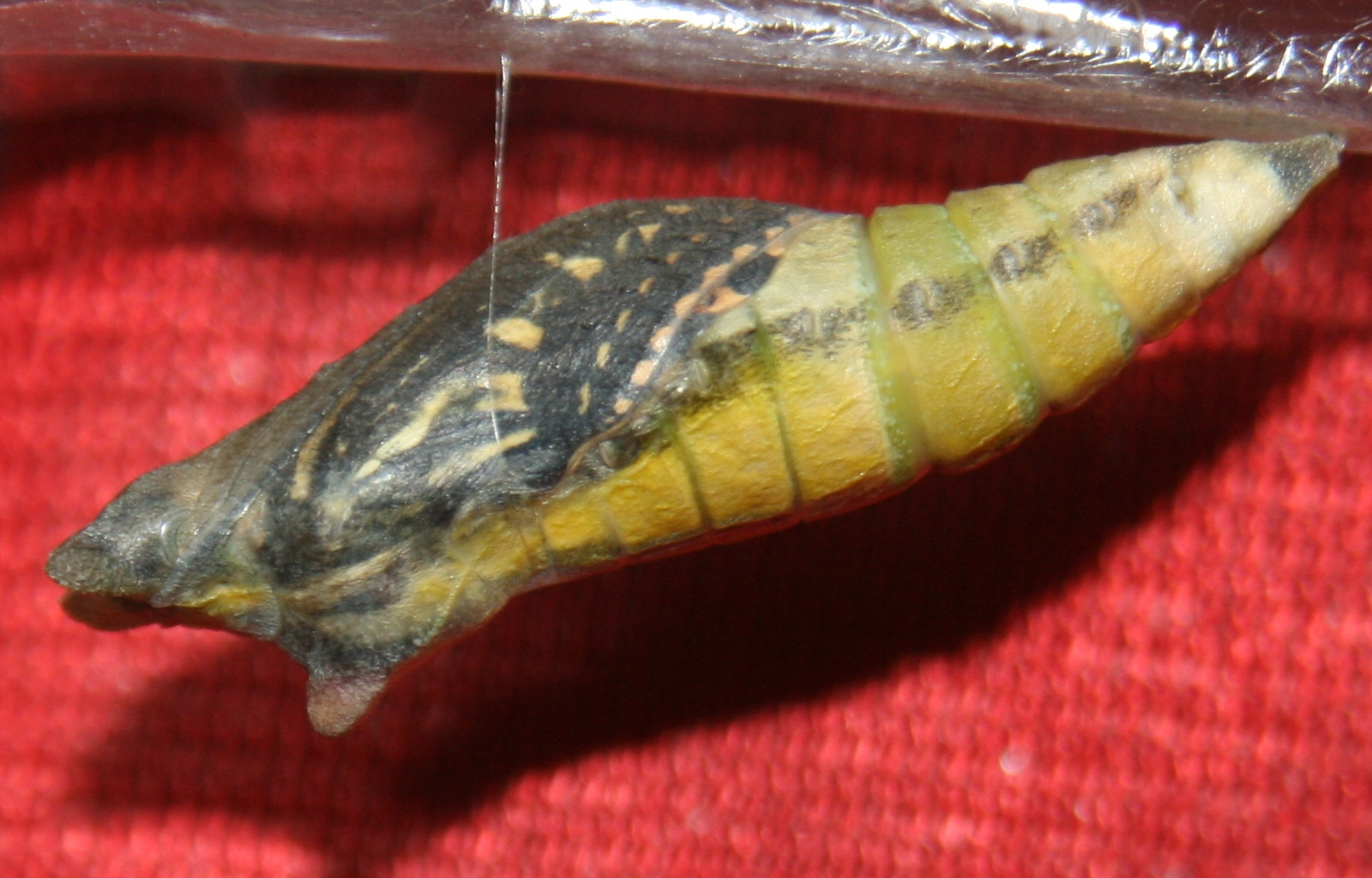
羽化直前の蛹
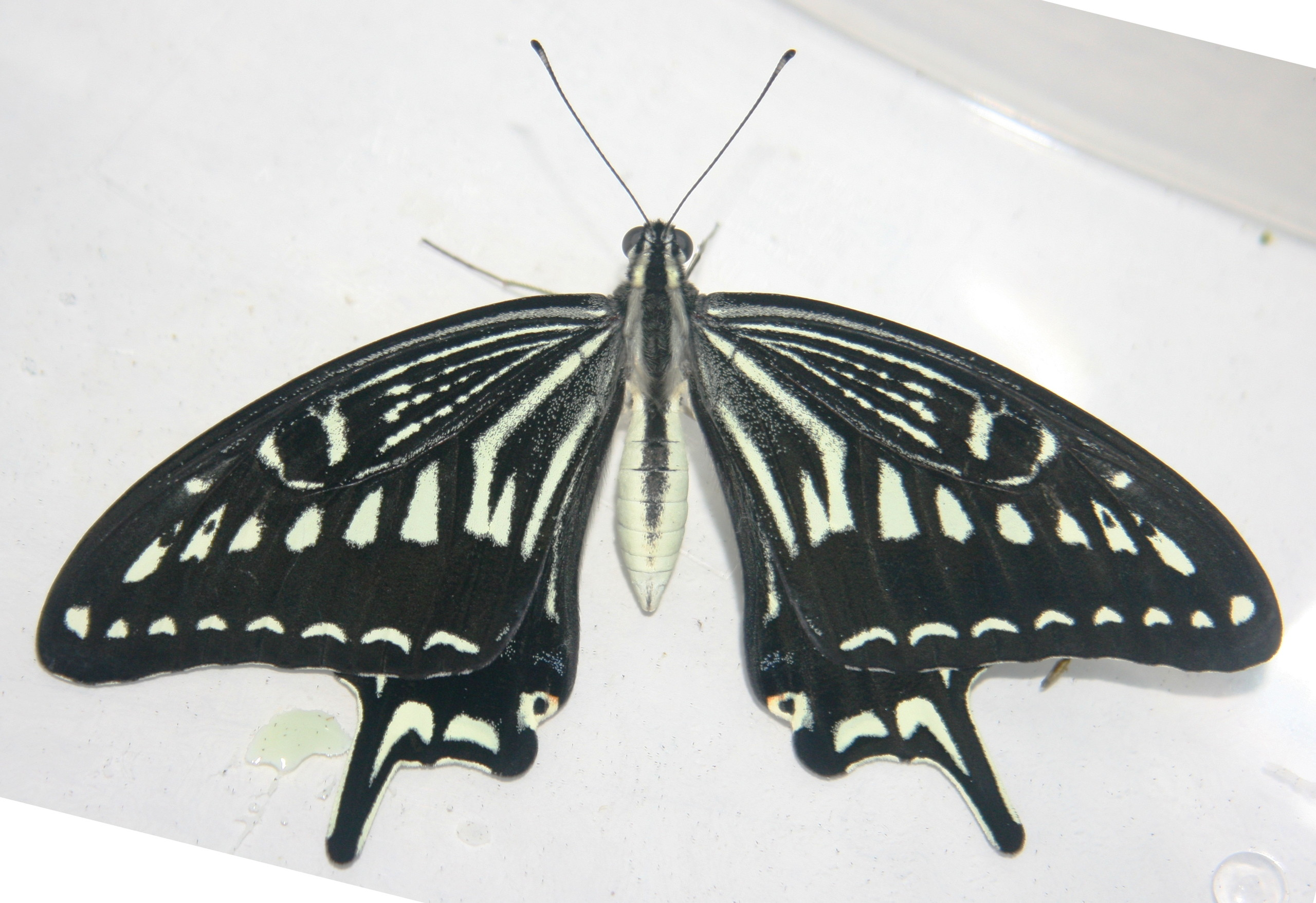
羽化直後の成虫（雄、表面）
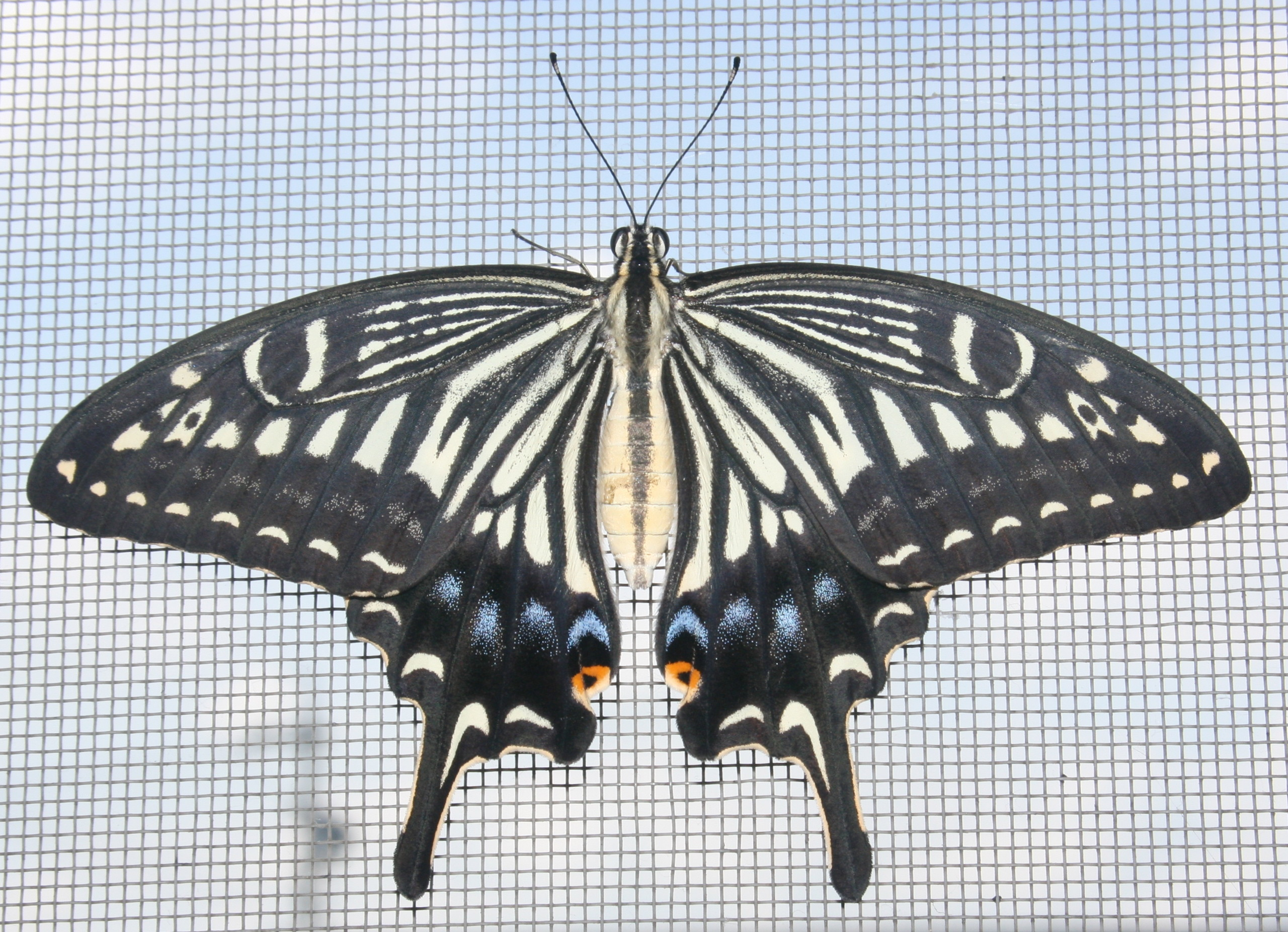
羽化直後の成虫（雌、表面）
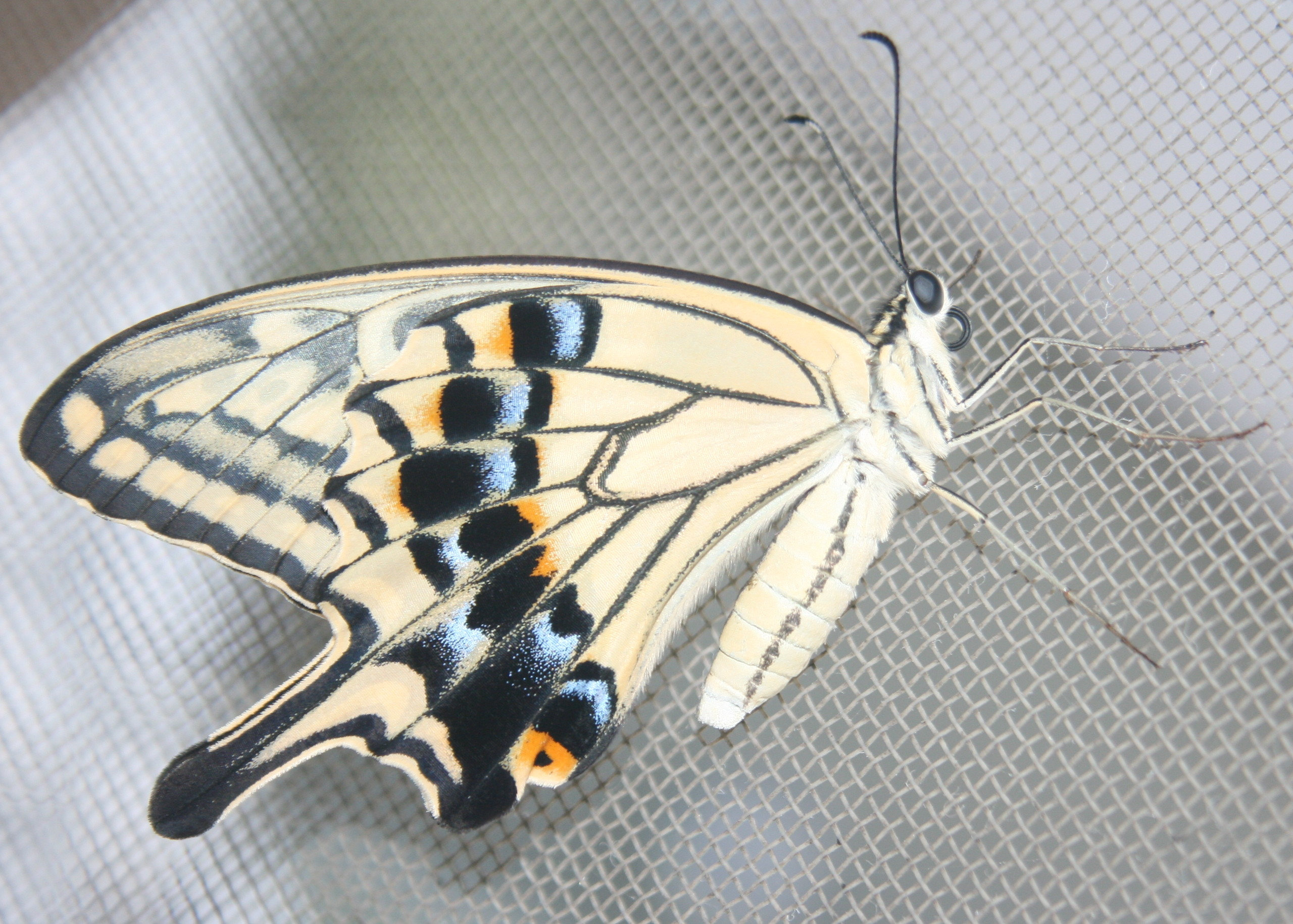
羽化直後の成虫（雌、裏面）

## 人間との関わり

揚羽紋

並揚羽を図案化した揚羽紋は、日本の家紋のうちでもポピュラーなもので、古くから日本人に親しまれたチョウであることが窺える。これは平氏一門でよく用いられるとされる。
飛鳥時代に、駿河国の大生部多という人物が、橘等に発生するアゲハチョウの幼虫を、常世神として祀る信仰を広めた。日本最古の新興宗教といわれる。橘は、常世に生える木として信仰されていたことに由来する。

## 類似種
キアゲハ Papilio machaon Linnaeus, 1758
成虫はナミアゲハとよく似るが、キアゲハは前翅中室のつけ根がナミアゲハの様に筋模様ではなく黒く塗りつぶされていて、翅の中ほどは黒い部分が少なく、和名どおり黄色みが強いので区別できる。また、幼虫の食草はニンジンやセリなどのセリ科植物である。五齢幼虫は黄緑と黒のしま模様で、黒いしまの部分に橙色の斑点がある。